# Лебеда раскидистая
Лебеда́ раски́дистая (лат. Atríplex pátula) — вид однолетних травянистых растений рода Лебеда (Atriplex) семейства Амарантовые (Amaranthaceae).

## Распространение и экология
В природе ареал охватывает всю Европу, Ближний Восток, Среднюю Азию, Северную Африку, Китай (Синьцзян-Уйгурский автономный район). На территории России произрастает в европейской части и Предкавказье, в Западной и Восточной Сибири и на Алтае. Натурализовалось в Северной Америке.
Терофит. Предпочитает богатые минеральными солями субстраты. Повсеместно распространенный сорняк, растёт вдоль дорог, на сорных местах, полях, главным образом в картофеле, свекле и других овощах, в изреженных яровых и кормовых культурах, по берегам рек, озёр.

## Ботаническое описание

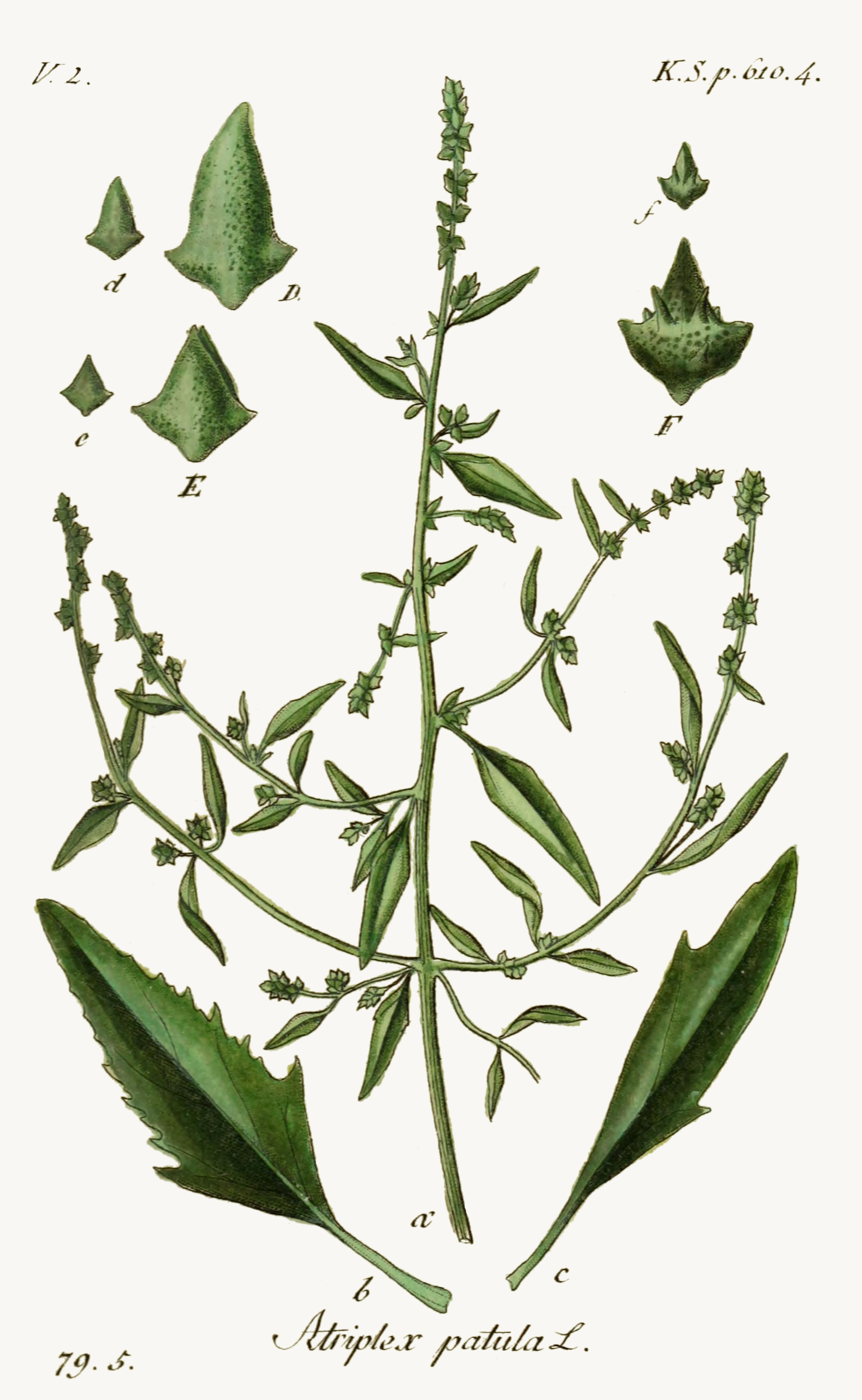
Deutschlands Flora in Abbildungen, 1840

Растение высотой 30–90 см. Стебель прямостоячий, ветвистый от основания, иногда с мучнистым налётом. Нижние ветви оттопырены или почти горизонтально отклонены (отсюда видовое название)
Нижние листья неравно-ромбические, широко клиновидные и большей частью копьевидные с косо вверх направленными ушками. Стеблевые листья — очерёдные, черешковые, продолговатые или ромбические, цельнокрайные или зубчатые, одноцветные без мучнистого налета, большей частью зелёные, свисающие вниз. Верхние и ветвенные — более узкие, ланцетные, цельнокрайние, направлены косо вверх.

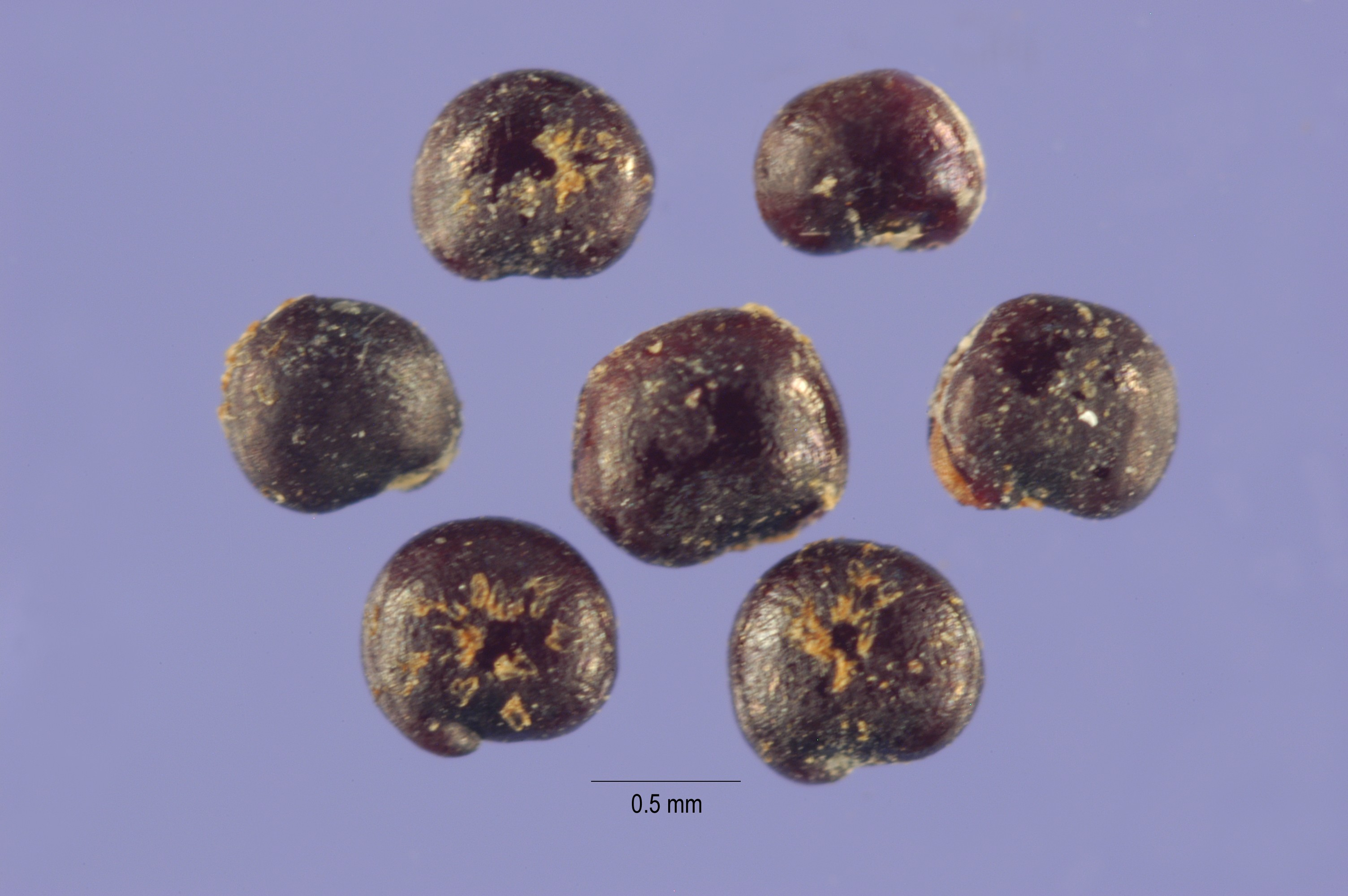
Семена (сильно увеличено)

Цветки обоеполые или однополые, сближенные в клубочки, с мучнистым налетом, собраны в рыхловатые, колосовидные соцветия; клубочки хотя бы в нижней части расставленные. Околоцветника нет, его заменяют два широко-ромбических, при основании копьевидно-удлинённых, более или менее зубчатых прицветника. Тычиночные цветки пятичленные; пестичные — заключены в два ромбических или яйцевидно-ромбических, острых, цельнокрайных прицветника.
Семена или выпуклые, чёрнобурые, диаметром 1–2 мм, или несколько плоские, более светлые, диаметром 2–3 мм.
Цветение и плодоношение с июля по октябрь.
Число хромосом: 2n = 36.

## Значение и применение
На Кавказе отвар листьев использовали для лечения многих заболеваний. Семена могут использоваться как рвотное или слабительное средство.

## Таксономия
Вид Лебеда раскидистая входит в род Лебеда (Atriplex) подсемейства Chenopodioideae семейства Маревые (Chenopodiaceae) порядка Гвоздичноцветные (Caryophyllales).
|  |                                      |  |                                                             |                                                             |                   |  | ещё 28 семейств (согласно Системе APG II) | ещё 28 семейств (согласно Системе APG II)    |                                              |  |  |  | ещё около 50 родов  | ещё около 50 родов     |  |  |
|  |                                      |  |                                                             |                                                             |                   |  | ещё 28 семейств (согласно Системе APG II) | ещё 28 семейств (согласно Системе APG II)    |                                              |  |  |  | ещё около 50 родов  | ещё около 50 родов     |  |  |
|  |                                      |  |                                                             | порядок Гвоздичноцветные                                    |                   |  |                                           |                                              | подсемейство Chenopodiaceae                  |  |  |  |                     | вид Лебеда раскидистая |  |  |
|  |                                      |  |                                                             | порядок Гвоздичноцветные                                    |                   |  |                                           |                                              | подсемейство Chenopodiaceae                  |  |  |  |                     | вид Лебеда раскидистая |  |  |
|  | отдел Цветковые, или Покрытосеменные |  |                                                             |                                                             | семейство Маревые |  |                                           |                                              | род Лебеда                                   |  |  |  |                     |                        |  |  |
|  | отдел Цветковые, или Покрытосеменные |  |                                                             |                                                             |                   |  |                                           |                                              |                                              |  |  |  |                     |                        |  |  |
|  |                                      |  | ещё 44 порядка цветковых растений (согласно Системе APG II) | ещё 44 порядка цветковых растений (согласно Системе APG II) |                   |  |                                           | ещё 3 подсемейства (согласно Системе APG II) | ещё 3 подсемейства (согласно Системе APG II) |  |  |  | ещё около 250 видов |                        |  |  |
|  |                                      |  |                                                             | ещё 44 порядка цветковых растений (согласно Системе APG II) |                   |  |                                           |                                              | ещё 3 подсемейства (согласно Системе APG II) |  |  |  |                     |                        |  |  |

Синонимы
- Atriplex agrestis Schur
- Atriplex amana Post
- Atriplex angustifolia Sm.
- Atriplex erecta Huds.
- Atriplex hastilifolia Rchb. ex Steud.
- Atriplex macrodira Guss.
- Atriplex nemorensis Schur
- Atriplex polymorpha Coss., Germ. & Wedd.
- Atriplex procumbens S.B.Jundz.
- Atriplex recta Schur
- Atriplex salina Desf.
- Atriplex virgata Scop.
- Chenopodium angustifolium (Sm.) E.H.L.Krause
- Chenopodium zosterifolium Hook.
- Obione angustifolia (Phil.) Ulbr.
- Schizotheca patula Fourr.

Подвиды
- Atriplex patula subsp. austroafricana Aellen — Капские провинции и Квазулу-Натал (ЮАР)
- Atriplex patula subsp. patula — номинативный подвид
- Atriplex patula subsp. verreauxii (Moq.) Aellen — Квазулу-Натал (ЮАР)